# Franz Schlegelberger
Louis Rudolph Franz Schlegelberger  (23 de octubre de 1876-14 de diciembre de 1970) fue un jurista alemán que ejerció como secretario de Estado y ministro de Justicia durante el Tercer Reich.

## Primeros años
Schlegelberger nació en el seno de una familia protestante dedicada al comercio, en Königsberg. Su padre se dedicaba a la venta y el comercio de cereales. Sus ascendientes (entre ellos, Balthasar Schlögelberger) se encontraban entre los protestantes que fueron expulsados de Salzburgo (Austria) entre los años 1731 y 1732, que se refugiaron en Prusia Oriental.
Estudió en el Gymnasium de Königsberg, donde se examinó en 1894. Ese año inició estudios superiores de Derecho en Königsberg, y el año siguiente se trasladó para continuar con sus estudios en Berlín. En 1897 aprobó brillantemente las oposiciones estatales de Justicia.
En la Universidad de Königsberg -- o, según los documentos obtenidos durante su juicio, de Leipzig --, Schlegelberger obtuvo su grado de Doctor en Derecho el 1 de diciembre de 1899, con una disertación titulada "¿Deben los representantes gubernamentales ser puestos a disposición de los funcionarios por razón de su voto?" (Dürfen Abgeordnete wegen ihrer Abstimmung als Beamte zur Disposition gestellt werden?, en alemán).
El 9 de diciembre de 1901, Schlegelberger se presentó a las altas oposiciones estatales de Justicia, obteniendo una calificación de "bueno". El 21 de diciembre se convirtió en Assessor del tribunal de distrito de Königsberg, y el 17 de marzo de 1902 en juez asistente en el Tribunal Estatal de Königsberg. Dos años después, el 16 de septiembre de 1904 fue nombrado juez del Tribunal Estatal de Lyck (hoy Elk). En mayo de 1908 accedió al Tribunal Estatal de Berlín y ese mismo año fue nombrado juez asistente de la Corte de Apelación de Berlín (Kammergericht). En 1914 se incorporó al Consejo de la Cámara de Apelación (Kammergerichtsrat) de Berlín, donde permaneció hasta 1918.
El 1 de abril de 1918 Schlegelberger entró a formar parte de la Oficina de Justicia del Reich. El primero de octubre de ese mismo año fue nombrado consejero ejecutivo secreto y consejero experto. En 1927, fue nombrado jefe de gabinete del Ministerio de Justicia del Reich (Reichministerium der Justiz, RMJ). Desde 1922, además, había estado dando clases como profesor honorario en la Facultad de Derecho de la Universidad de Berlín. El 10 de octubre de 1931, fue nombrado Secretario de Estado del RMJ a las órdenes del ministro Franz Gürtner, cargo que mantuvo hasta la muerte de Gürtner en 1941. El 30 de enero de 1938, Schlegelberger se afiliaba al Partido Nacional-Socialista de Alemania (NSDAP) de Adolf Hitler.

## Carrera en el Partido Nazi
Entre los muchos trabajo de Schlegelberger en esta época, destaca un estudio para la introducción de una nueva moneda nacional, diseñada para atajar la hiperinflación que sufría el marco del Reich. Tras la muerte del ministro Gürtner, Schlegelberger fue designado ministro interino de Justicia hasta el año 1942, cuando fue sustituido por Otto Thierack. Durante su mandato al frente del RMJ, el número de condenas a muerte creció brutalmente. Fue el autor de la llamada Provisión de la Ley Penal de Polonia (Polenstrafrechtsverordnung), que establecía la pena capital para los polacos que destruyeran carteles alemanes. Schlegelberger no dudó en aplicar la máxima dureza contra los judíos y respaldó abiertamente la solución final contra ellos. Respecto a esta última, no obstante, sugirió que el exterminio fuera sólo aplicado a los "judíos completos" y a los descendientes de primera generación de matrimonios mixtos, pero no a los de la segunda generación. Para estos, propuso ofrecer dos alternativas: la esterilización para evitar su descendencia o su evacuación y expulsión del territorio alemán.
Tras jubilarse en 1942, Hilter concedió a Schlegelberger una pensión de 100000 RM (marcos imperiales alemanes); dos años más tarde, le autorizó a comprar un inmueble con dinero, algo que sólo permitido en la época a los expertos agrícolas. Esta deferencia jugaría más tarde en su contra durante los Juicios de Núremberg, puesto que demostraban la consideración que por él tenía Hitler.

## Tras la guerra
En los Juicios de Núremberg, Schlegelberger fue uno de los principales acusados. Fue sentenciado a reclusión perpetua por los cargos de conspiración para perpetrar crímenes de guerra y crímenes contra la Humanidad.
Entre las razones para juzgarlo, el Tribunal de Núremberg adujo:
...que Schlegelberger apoyó la estrategia de Hitler desde su asunción del poder para decidir sobre la vida y la muerte con total desprecio por los procedimientos judiciales. Por sus exhortos e instrucciones, Schelegelberger contribuyó a la destrucción de la independencia judicial. Con su firma del decreto del 7 de febrero de 1942, ordenó que el Ministerio de Justicia y los tribunales se hicieran cargo de la persecución, juicio y puesta a disposición de las víctimas de la operación Noche y Niebla de Hitler. Por ello debe ser acusado como responsable directo.
Fue culpable de establecer y dar apoyo a procedimientos para la persecución global de judíos y polacos. Sobre los judíos, sus ideas fueron algo menos brutales que las de sus compañeros, pero difícilmente pueden ser consideradas humanas. Cuando la "solución final a la cuestión judía" se discutía, se planteó el debate sobre los medio-judíos. La deportación de judíos completos al este se estaba desarrollando en toda Alemania. Schlegelberger no fue partidario de extender el sistema a los medio-judíos.
En 1950, Schlegelberger, de 74 años, fue liberado por motivos de salud. Durante años después de su salida de prisión, recibió una pensión de 2894 DM (marcos alemanes) (como referencia, los ingresos medios de la época en Alemania se reducían a 535 DM). Schlegelberger vivió en Flensburg hasta su muerte.

## Obras
- Das Landarbeiterrecht. Darstellung des privaten und öffentlichen Rechts der Landarbeiter in Preußen., Berlín., C. Heymann 1907.
- Kriegsbuch. Die Kriegsgesetze mit der amtlichen Begründung und der gesamten Rechtsprechung und Rechtslehre -Berlin, Vahlen 1918 (con Georg Güthe)
- Freiwillige Gerichtsbarkeit, Heft 43, Berlín 1935 Industrieverlag Spaeth & Linde
- Gesetz über die Aufwertung von Hypotheken und anderen Ansprüchen vom 16. Juli 1925, Berlín, Dahlen, 1925. (coautor: Rudolf Harmening)
- Zur Rationalisierung der Gesetzgebung., Berlín, Vlg. Franz Vahlen, 1928
- Jahrbuch des Deutschen Rechtes., with Leo Sternberg,  26th volume, report about the year 1927, Vahlen, Berlín, 1928
- Das Recht der Neuzeit. Ein Führer durch das geltende Recht des Reichs und Preußens seit 1914 con Werner Hoche, Berlín: Franz Vahlen 1932.
- Rechtsvergleichendes Handwörterbuch für das Zivil- und Handelsrecht des In- und Auslandes - 4. Bd.: Gütergemeinschaft auf Todesfall - Kindschaftsrecht,  Berlín Franz Vahlen, 1933
- Die Zinssenkung nach der Verordnung des Reichspräsidenten vom 8. Dezember 1931, con una introducción y comentarios breves del Dr. Dr. F. Schlegelberger, Secretario de Estado del RMJ, Franz von Dahlen, Berlín 1932
- Das Recht der Neuzeit. Vom Weltkrieg zum nationalsozialistischen Staat. Ein Führer durch das geltende Recht des Reichs und Preußens von 1914 bis 1934., Berlín: Franz Vahlen 1934.
- Die Erneuerung des deutschen Aktienrechts, Vortrag gehalten am 15. August 1935 vor der Industrie- und Handelskammer in Hamburg, Verlag Franz Vahlen, 1935
- Gesetz über die Angelegenheiten der freiwilligen Gerichtsbarkeit, Köln, Heymanns 1952.
- Das Recht der Gegenwart. Ein Führer durch das in Deutschland geltende Recht como editor,  Berlín and Frankfurt a. M., Franz Vahlen Verlag 1955
  - Das Recht der Gegenwart : ein Führer durch das in der Bundesrepublik Deutschland geltende Recht - 29. Aufl., Stand: 1.1.1998. - München : Vahlen, 1998 ISBN 3-8006-2260-2
- Seehandelsrecht. Zugleich Ergänzungsband zu Schlegelberger, Kommentar zum Handelsgesetzbuch, Berlín, Vahlen, 1959. (con Rudolf Liesecke)
- Kommentar zum Handelsgesetzbuch in der seit dem 1. Oktober 1937 geltenden Fassung (ohne Seerecht). Anotaciones por Ernst Geßler, Wolfgang Hefermehl, Wolfgang Hildebrandt, Georg Schröder, Berlín, Vahlen, 1960; 1965; 1966.